# 新兴郡 (东吴)
新兴郡，中国三国时设置的郡。
三国孙吴末帝孙皓建衡三年（271年）分交趾郡置新兴郡，属交州。治所在𥹆泠县（今越南永福省安乐县西下雷乡夏雷村）。辖境相当今越南红河与明江交汇处地区。下辖𥹆泠县、嘉宁县、吴定县。西晋太康三年（282年）改为新昌郡。